# Sénoville
Sénoville é uma comuna francesa na região administrativa da Normandia, no departamento Mancha. Estende-se por uma área de 7,36 km². Em 2010 a comuna tinha 202 habitantes (densidade: 27,4 hab./km²).